# SILC Server
SILC Server est une implémentation serveur du protocole de discussion par Internet Secure internet live conferencing (SILC). C'est un logiciel libre distribué selon les termes de la Licence publique générale GNU (GPL).